# Andrei Petrowitsch Schuwalow

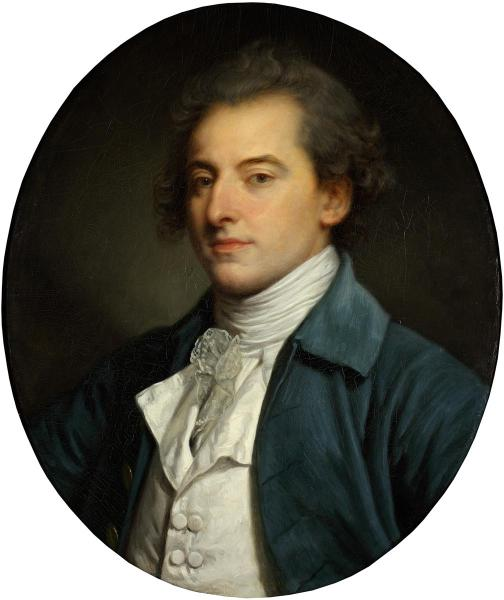
Andrei Petrowitsch Schuwalow

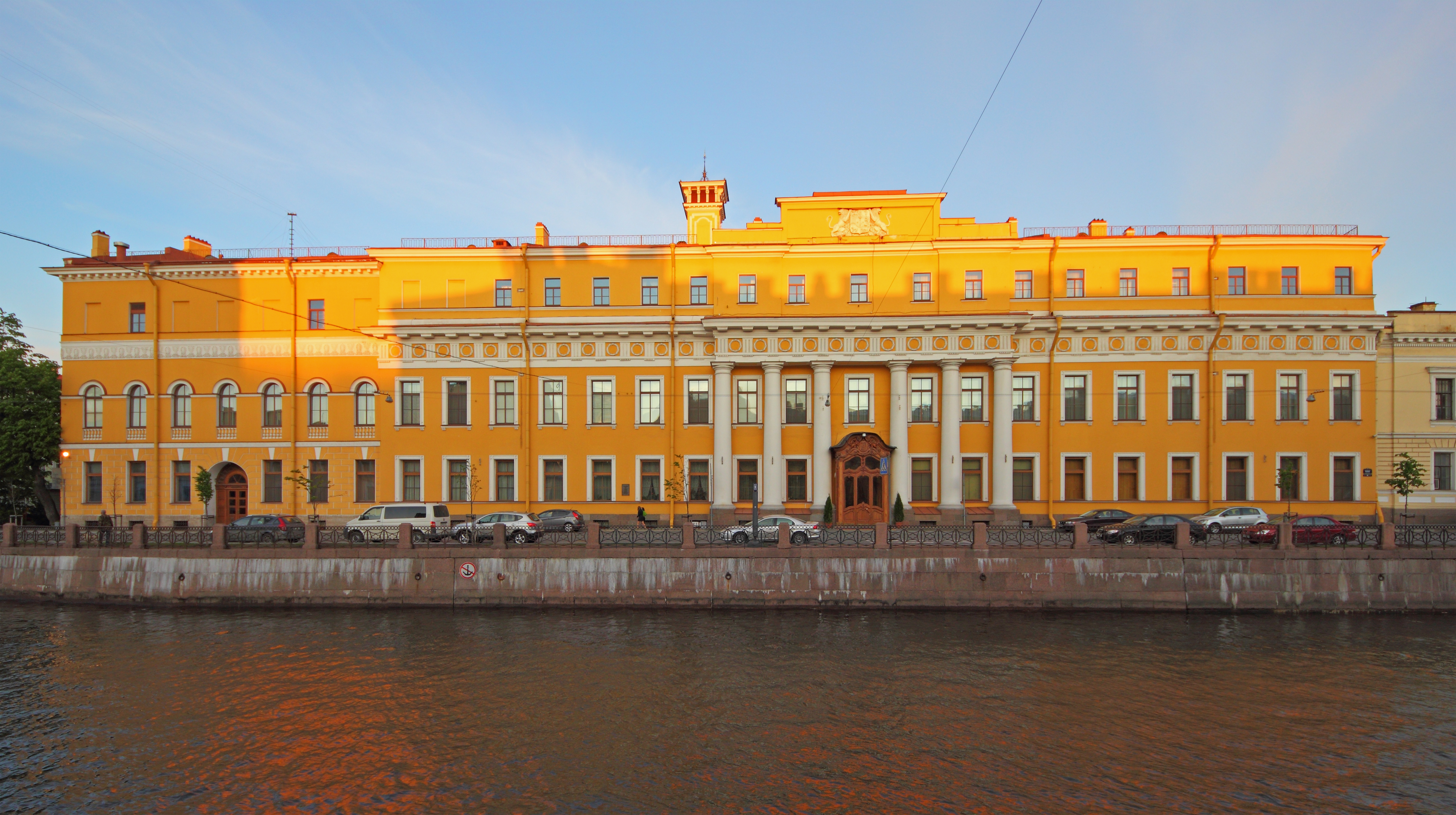
Moika-Palast in Sankt Petersburg

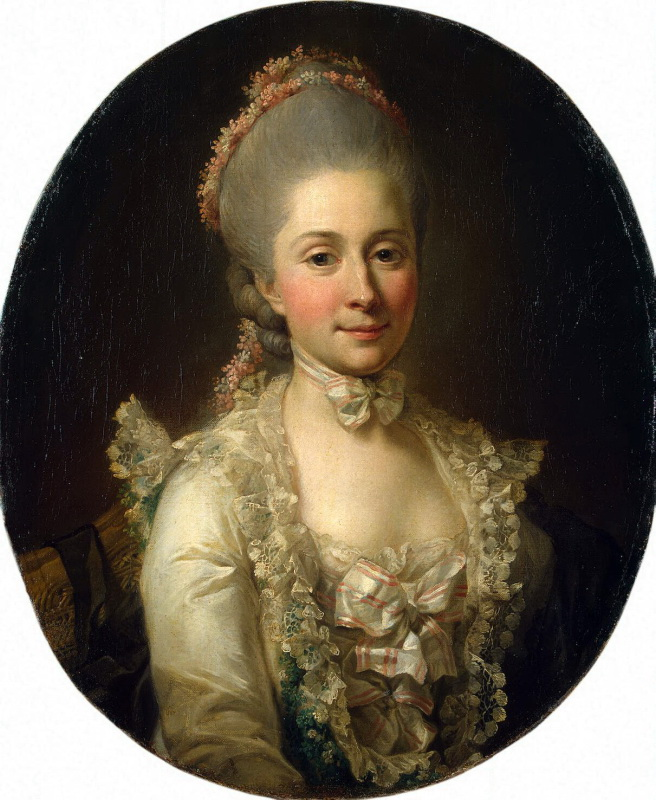
Jekaterina Petrowna Schuwalowa

Graf Andrei Petrowitsch Schuwalow (russisch Андрей Петрович Шувалов) (* 23. Juni 1742; † 24. April 1789 in Sankt Petersburg) war ein russischer Politiker, Wirklicher Geheimrat, Staatsbankdirektor und Schriftsteller.

## Leben
Er stammte aus dem einflussreichen russischen Adelsgeschlecht Schuwalow. Seine Eltern waren der russische Politiker Graf Pjotr Iwanowitsch Schuwalow (1711–1762) und dessen erste Ehefrau Gräfin Mawra Jegorowna Schuwalowa (1708–1759). Kurz vor seinem Tod 1762 erhielt sein Vater von Zar Peter III. den Titel eines Generalfeldmarschalls. Andrei Petrowitsch Schuwalow diente zunächst am Hof Zarin Elisabeth als Kammerherr. Nach dem Tode seines Vaters erbte er den Moika-Palast in Sankt Petersburg und beauftragte 1770 mit dem Umbau den französischen Architekten Jean-Baptiste Vallin de La Mothe.
1767 heiratete er die Hofdame Jekaterina Petrowna Schuwalowa (1743–1817), Tochter des russischen Generalfeldmarschalls Graf Pjotr Semjonowitsch Saltykow (1698–1773). Auf seiner Hochzeitsreise traf das frisch vermählte Paar in Frankreich Voltaire. Unter Zarin Katharina II. arbeitete er zeitweise als Schriftführer der russischen Gesetzgebungskommission. 1771 trat er in London der Vereinigten Großloge von England bei. Seit 1776 lebte Schuwalow mit seiner Familie in Paris und kehrte 1781 an den Hof von Sankt Petersburg zurück.
Auf seiner Rückreise war Schuwalow mit seiner Familie am Abend des 17. Septembers 1781 in Weimar an der fürstlichen Tafel geladen. Als Besitzer der kurländischen Landgüter Ruhenthal und Nerft erfolgte seine Eintragung in die dortige Adelsmatrikel. Andrei Petrowitsch Schuwalow fungierte zuletzt als Mitglied des obersten Senats, Wirklicher Geheimer Rat, Direktor der Sankt Petersburger Wechselbank und wurde mit dem höchsten russischen Orden des Heiligen Andreas ausgezeichnet. Er starb am 24. April 1789 in Sankt Petersburg und fand seine letzte Ruhestätte im Alexander-Newski-Kloster.
1792 erhielt seine Witwe von Zarin Katharina II. den Titel einer kaiserlichen Staatsdame. Sie starb zum Katholizismus konvertiert am 13. Oktober 1817 in Rom.

## Nachkommen
- Praskowja Andrejewna Schuwalowa (1767–1828), ⚭ 1787 Michail Andrejewitsch Golizyn
- Pjotr Andrejewitsch Schuwalow (1771–1808), Generalleutnant
- Alexandra Andrejewna Schuwalowa (1775–1844), ⚭ 1797 Franz Joseph von Dietrichstein
- Pawel Andrejewitsch Schuwalow (1776–1823), Generalleutnant

## Auszeichnungen
- Orden des Heiligen Andreas des Erstberufenen